# Carla Gallo
Pour les articles homonymes, voir Gallo (homonymie).
Carla Gallo née le 24 juin 1975 à Brooklyn (New York), est une actrice américaine surtout connue du film indépendant Spanking the Monkey et de la série télévisée Les Années campus.

## Biographie
Elle joue le rôle de Daisy Wick depuis 2008 dans la série policière Bones. Daisy est une assistante du Dr Brennan et entretient une relation amoureuse avec le Dr Lance Sweets.
Dans la dixième saison de Bones, la grossesse de l'actrice est intégrée à la série.

## Filmographie
- 1994 : Spanking the Monkey de David O. Russell : Toni Peck
- 2001-2002 : Les Années campus (Undeclared) (série télévisée) : Lizzie Eckley (17 épisodes)
- 2000 : Urgences (ER) (série télévisée) : Emma Miller  (Saison 7, épisode 5)
- 2003-2005 : La Caravane de l'étrange (Carnivàle) (série télévisée) : Libby Dreifuss (24 épisodes)
- 2004 : Sexual Life de Ken Kwapis : Terri
- 2005 : 40 ans, toujours puceau (The 40 Year-Old Virgin) de Judd Apatow : Toe-Sucking Girl
- 2006 : Mission impossible 3 (M:i III) de J. J. Abrams : Beth
- 2007 : SuperGrave (Superbad) de Greg Mottola : Period Blood Girl
- 2008 : Sans Sarah, rien ne va ! (Forgetting Sarah Marshall) de Nicholas Stoller : Gag Me Girl
- 2008-2009 : Californication (série télévisée)  : Daisy (11 épisodes)
- 2008 : NCIS : Enquêtes spéciales (série télévisée) : Melissa Wheeler Fox (saison 6, épisode 11)
- 2008 : Dr House (série télévisée) : Janie (saison 3 épisode 19)
- 2008-2017 : Bones (série télévisée) : Daisy Wick
- 2008 : Insanitarium : Vera Downing
- 2009 : Funny People de Judd Apatow : Miss Pruitt on Yo Teach…!
- 2009 : Mother and Child de Rodrigo Garcia : Tracy
- 2010 : American Trip de Nicholas Stoller : Destiny
- 2011 : 2 Broke Girls (série télévisée) : Stephanie (saison 1, épisode 7)
- 2011 : Burn Notice (série télévisée) : Sherry (saison 5, épisode 13)
- 2011 : Un combat, cinq destins (Five) d'Alicia Keys, Jennifer Aniston, Patty Jenkins, Demi Moore et Penelope Spheeris (TV) : Laura
- 2012 : Nouveau Départ (We Bought a Zoo) de Cameron Crowe : Rhonda Mair
- 2014 : Nos pires voisins de Nicholas Stoller : Paula
- 2016 : Night Shift (The Night Shift) (série télévisée) : Anna (saison 3, épisode 5)
- 2016 : Rosewood : Daisy Wick (saison 2, épisode 9)
- 2020 : Ma belle-famille, Noël et moi (Happiest Season) de Clea DuVall : la propriétaire en colère
- 2020 : Four Good Days de Rodrigo García :
- 2023 : Platonic : Katie